# Transfiguração de Nosso Senhor Jesus Cristo (título cardinalício)
Transfiguração de Nosso Senhor Jesus Cristo (em latim, Transfigurationis Domini nostri Iesu Christi) é um título cardinalício instituído em 21 de fevereiro de 2001 pelo Papa João Paulo II.

## Titulares protetores
- Pedro Rubiano Sáenz (2001-2024)
- Pablo Virgilio Siongco David (desde 2024)